# Студенческая (станция метро, Новосибирск)
«Студе́нческая» — станция Ленинской линии Новосибирского метрополитена. Находится между станциями «Речной вокзал» и «Площадь Маркса»
Территориально станция располагается в Ленинском районе Новосибирска на проспекте Карла Маркса, в средней его части.
Введена в эксплуатацию 28 декабря 1985 года (открыта для пассажиров 7 января 1986 года) в составе 1-го пускового участка первой очереди из пяти станций. До 28 июля 1991 года, когда открылась станция «Площадь Маркса», «Студенческая» была конечной станцией Ленинской линии. С тех пор стала промежуточной.

## История

### Название
Станция была названа так в связи с тем, что в то время рядом были расположены несколько учебных заведений города: институт советской кооперативной торговли, один из корпусов педагогического института и крупнейший городской вуз Новосибирска — НЭТИ. Также поблизости расположены следующие колледжи:
1. Новосибирское училище (колледж) олимпийского резерва.
2. Новосибирский областной колледж культуры и искусств (НОККиИ).
3. Новосибирский колледж экономики и права (НИЭМ).

### Строительство
Перед началом сооружения станции проведены работы по полной реконструкции улиц Космической и Блюхера (для объезда). Сооружал станцию открытым способом тоннельный отряд (ТО) № 33 «Новосибирскметростроя». Строительство началось 24 января 1981 года. Метростроители оградили площадку будущей станции, начали разрабатывать грунт и выполнять сваебойные работы.
В конце февраля следующего года рабочие метростроя приступили к монтажу проходческого щита, которым предстояло пройти один из тоннелей, от запланированной в будущем «Спортивной» до «Студенческой». 3 мая того же года строители начали проходить левый тоннель (от «Спортивной» до «Студенческой»), а 5 июля — правого (от «Октябрьской» до «Спортивной»). Во время проходки тоннелей метростроителям пришлось преодолеть водонасыщенные грунты — при проходке возникали аварии, вода прорывала крепления стен, размывала грунт. И всё это происходило буквально в мгновения.
Однако строительство объектов станции шло не без проблем. Так, из-за несвоевременных поставок оборудования под угрозой срыва оказались сроки сдачи павильонов «Студенческой». Не была выполнена и надёжная гидроизоляция, из-за чего систематически появлялись течи. К 7 марта 1984 года все основные строительные работы, за исключением тупиков отстоя поездов, были закончены. Станция была передана для отделочных работ.
Перед самым пуском, в конце 1985 года, строителям пришлось срочно в районе кинотеатра «Аврора» устанавливать воздушно-тепловую завесу, так как эстакада метромоста не была утеплена. И без завесы, подававшей в тоннели тёплый и отсекавшей холодный воздух, на станции было бы очень холодно — особенно зимой (до —5° С).

### Пуск
Для пассажиров станция была открыта 7 января 1986 года в составе первого пускового участка «Красный проспект» — «Студенческая». В то время до «Красного проспекта» можно было добраться за 11 минут.

### Капитальный ремонт
К концу 2007 года на станции (в несколько этапов) был выполнен капитальный ремонт стоимостью 10 млн рублей. В ходе работ, проводившихся в ночное время суток, было заменено электрическое оборудование «Студенческой» и её освещение, были проведены отделочные работы и сделана гидроизоляция станции: на обоих путях, платформе и в переходах.

## Архитектура и оформление

Лестничный спуск оформлен рисунком

Тип конструкции — типовая станция колонного типа, с двумя рядами колонн. Построена открытым способом по проекту, выполненному специалистами «Новосибметропроекта». Проект станции: 17 пар колонн, отстоящие друг от друга на 6 метров. Поверх квадратных колонн, на всём протяжении перрона, расположены многогранные железобетонные балки. А на них лежит перекрытие платформы.
Оформление выполнено в строгом стиле. Для стен и колонн платформы был использован мрамор (саянский сорт) светлых тонов, который по замыслу проектировщиков, должен создавать «объёмный простор — как символ света науки и стремления советской молодёжи к знаниям, уверенности за будущее своей страны». Потолок и балки выкрашены в белый цвет.
Посадочная платформа освещается люминесцентными лампами, отдельно по бокам и в центральной центральной части. По центру перрона лампы подвешены к потолку. Лампы бокового освещения прикреплены сбоку балок.
С конца 2007 года на платформе «Студенческой», вокруг колонн, имеются несколько скамеек из полированного дерева. В настоящее время с потолка станции (над платформой) свисают несколько видеоэкранов (см. фото).

## Вестибюли и пересадки
Проект станции предусматривает два вестибюля. Пересадок на другие станции проектом не предусмотрено. С платформой вестибюли соединяются маршевыми лестницами (высота от кассового зала до платформы — 3,24 метра). Согласно первоначальной идее, планировалось сделать два входа «Студенческой», встроенных в здания общежитий двух расположенных рядом институтов. Однако от этого пришлось отказаться, так как руководство торгового института высказалось против этой идеи, а первое общежитие НЭТИ, в здание которого планировалось встроить вход, находилось в аварийном состоянии. В результате метрополитен вынужден был построить отдельностоящие павильоны.
В 2011 году вестибюли станции оснастили рамками металлоискателя — для выборочного досмотра пассажиров. В том же году метрополитен выполнил капитальный ремонт входа № 2 станции, выходящего к СибУПК. В ходе этих работ работники заменили мраморную облицовку на стенах входа и перебрали один из лестничных маршей, а также выполнили капремонт на втором марше.

## Путевое развитие
За станцией, в сторону площади Карла Маркса, размещены два оборотных тупика. В их торце имеется линейный пункт. Они имеют смотровые канавы и позволяют разместить между главными путями до четырёх поездов. Их основное предназначение — оборот и ночной отстой, а также техническое обслуживание поездов. Сооружение тупиков объясняется тем, что до пуска в июле 1991 года станции «Площадь Маркса» данная станция была конечной (и единственной на левом берегу).

## Станция в цифрах
- Длина станции, как и на всех станциях Новосибирского метрополитена, стандартная — 102 м, что позволяет поместить на путь до пяти вагонов (в настоящее время используются 4-хвагонные составы). Длина посадочной платформы — 100 м. Ширина платформы — 10 м.[4]
- Пикет ПК 136+36.
- Длина пути до станции «Площадь Маркса» — 1146 метров. До станции «Речной вокзал» длина перегона составляет 2967 метров[10] (2145 м — метромост), что делает его самым длинным в Новосибирском метрополитене.
- В 2010 году суточный пассажиропоток станции составлял 17,9 тысяч человек.
- Время работы входов станции для пассажиров[11]:

1. Входы № 1 и 2 работают с 06 часов 00 минут до 22 часов 00 минут.
2. Входы № 3 и 4 работают с 05 часов 45 минут до 00 часов 00 минут.

- Таблица времени отправления первого и последнего поездов[11]:

|                                    | Пн — Пт / Сб — Вс (чч: мм: сс) | Пн — Вс (чч: мм: сс) |
| В сторону станции «Площадь Маркса» | 05:53:00 / 05:54:00            | 00:16:00             |
| В сторону станции «Речной вокзал»  | 05:49:00 / 05:48:30            | 00:05:00             |

## Расположение
Станция метро «Студенческая» Ленинской линии располагается в Ленинском районе Новосибирска, в средней части проспекта Карла Маркса. Один из её вестибюлей расположен на пересечении проспекта Карла Маркса и улицы Геодезической, а второй — непосредственно на проспекте Карла Маркса.

### Остановки
Остановки наземного общественного транспорта вблизи выходов станции:
- А, Тб, Мт: «Метро Студенческая».

В транспортной доступности, по улице Блюхера, расположены остановки трамвая: «Метро Студенческая».

### Автобус
| №   | Пересадки                                                                                       | Конечный пункт 1                 | Конечный пункт 2                 |
| --- | ----------------------------------------------------------------------------------------------- | -------------------------------- | -------------------------------- |
| 6   | Площадь Маркса Речной вокзал Золотая нива Берёзовая роща                                        | Полевая (Затулинский жилмассив)  | ул. Александра Анцупова          |
| 16  | Площадь Маркса                                                                                  | Затон                            | Центральный корпус (Облбольница) |
| 28  | Площадь Маркса Речной вокзал Площадь Ленина Красный проспект/Сибирская Гагаринская Заельцовская | Пригородный простор              | ЖК «Северная Корона»             |
| 39  | Площадь Маркса Речной вокзал Золотая нива Берёзовая роща                                        | Микрорайон «Чистая Слобода»      | ул. Тюленина                     |
| 45  |                                                                                                 | Центральный корпус (Облбольница) | Чемской бор                      |
| 45К |                                                                                                 | Центральный корпус (Облбольница) | Чемской бор                      |
| 68  |                                                                                                 | Станция Матвеевка                | Метро «Студенческая»             |
| 88  |                                                                                                 | Центральный корпус (Облбольница) | ул. Таврическая                  |

### Троллейбус
| № | Пересадки                    | Конечный пункт 1        | Конечный пункт 2                 |
| - | ---------------------------- | ----------------------- | -------------------------------- |
| 7 | Площадь Маркса Речной вокзал | Станиславский жилмассив | Новосибирский автовокзал-главный |
| 8 | Площадь Маркса Речной вокзал | Затулинский жилмассив   | Ключ-Камышенское плато           |

- Пригородные: 317К, 364;

## Фотогалерея

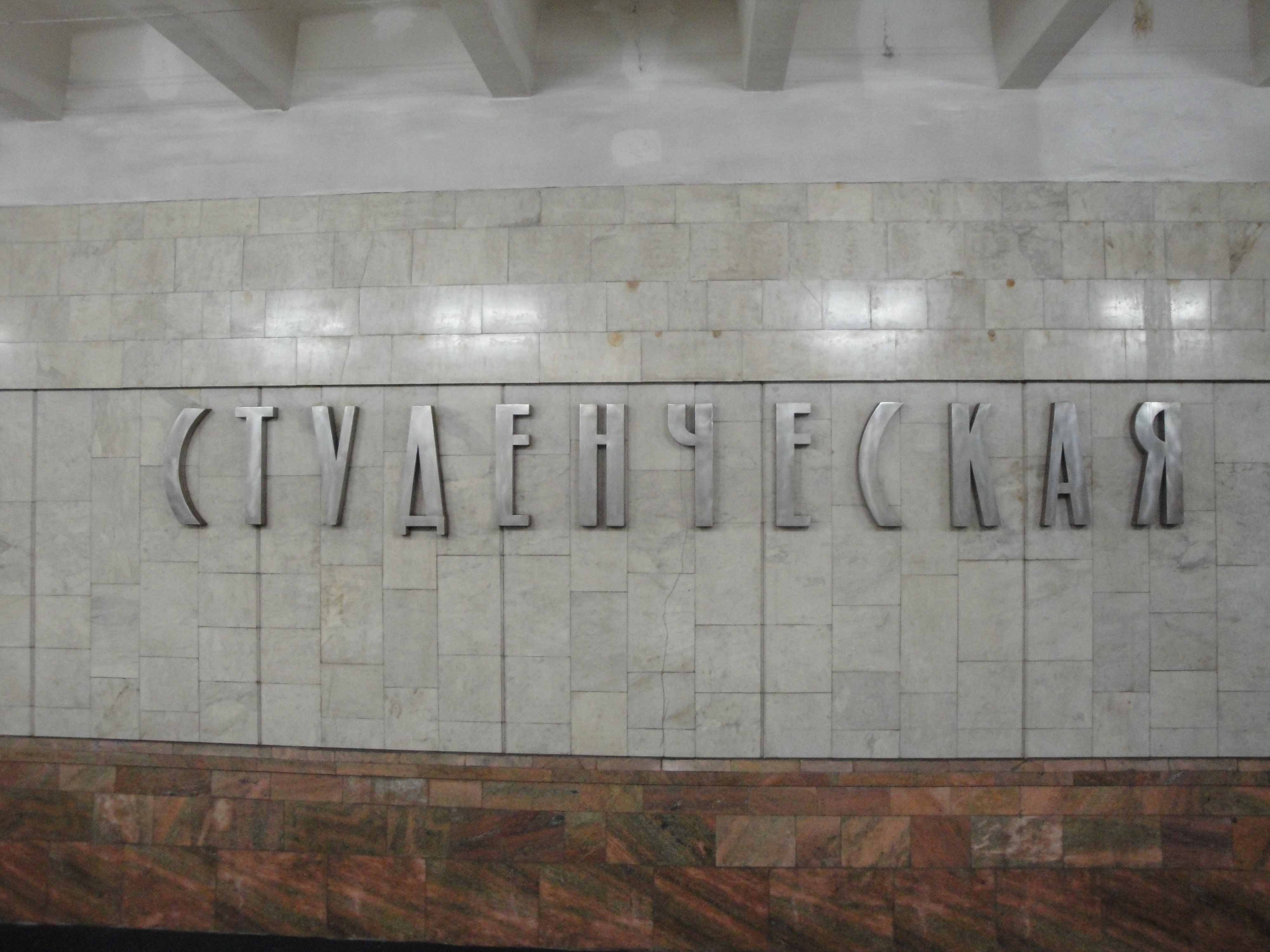
Студенческая
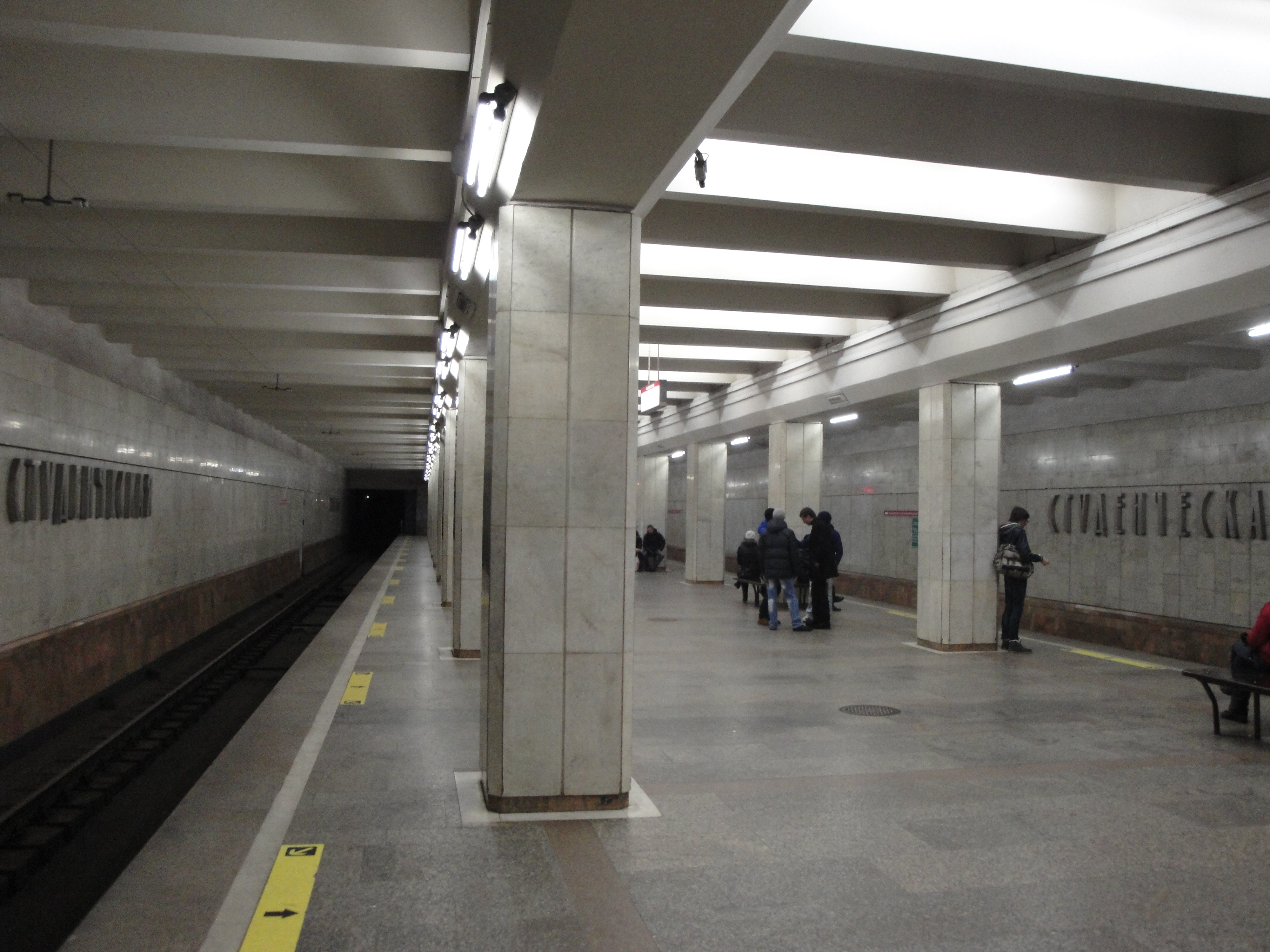
Ряд колонн
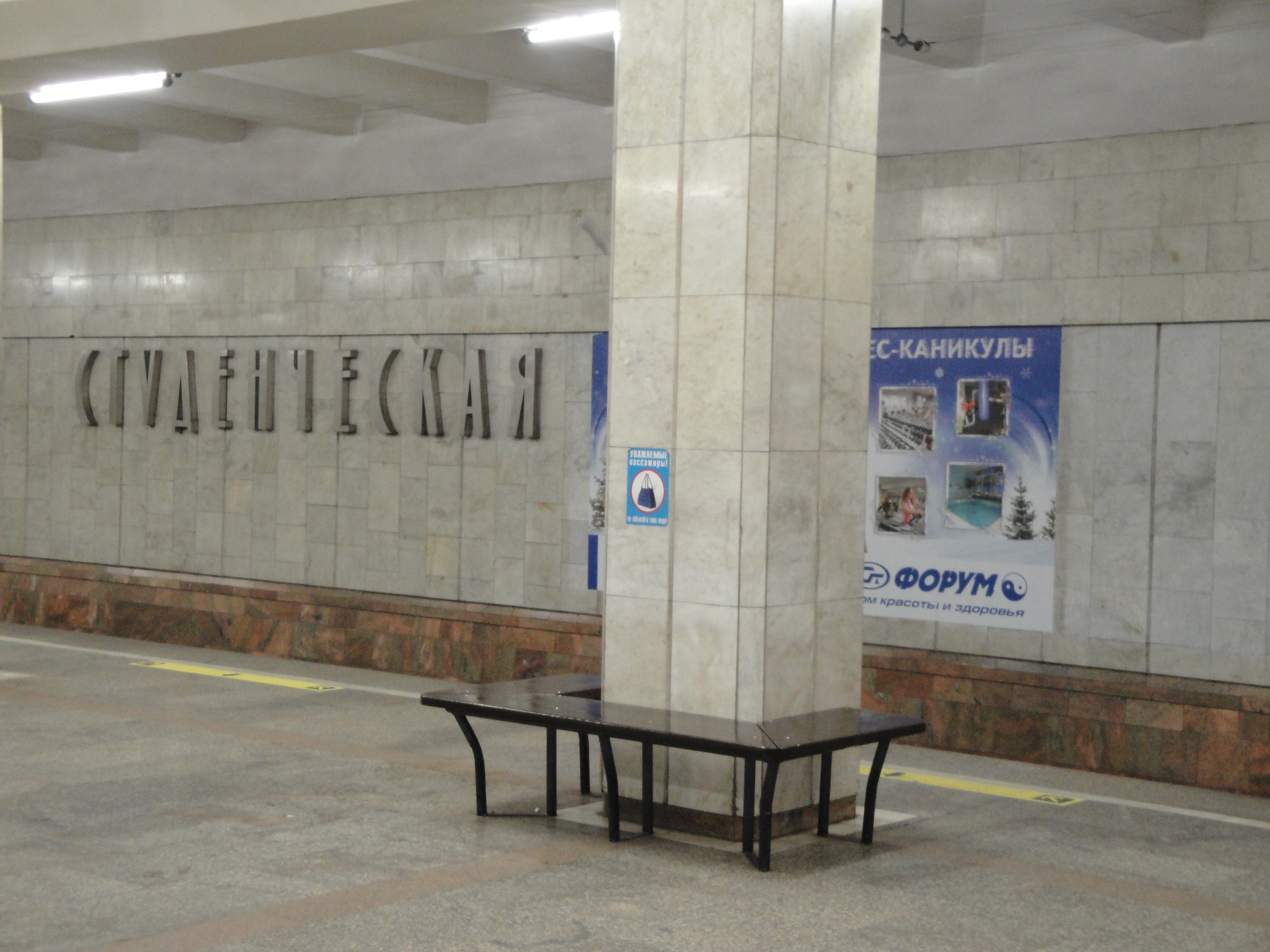
Колонна со скамейкой
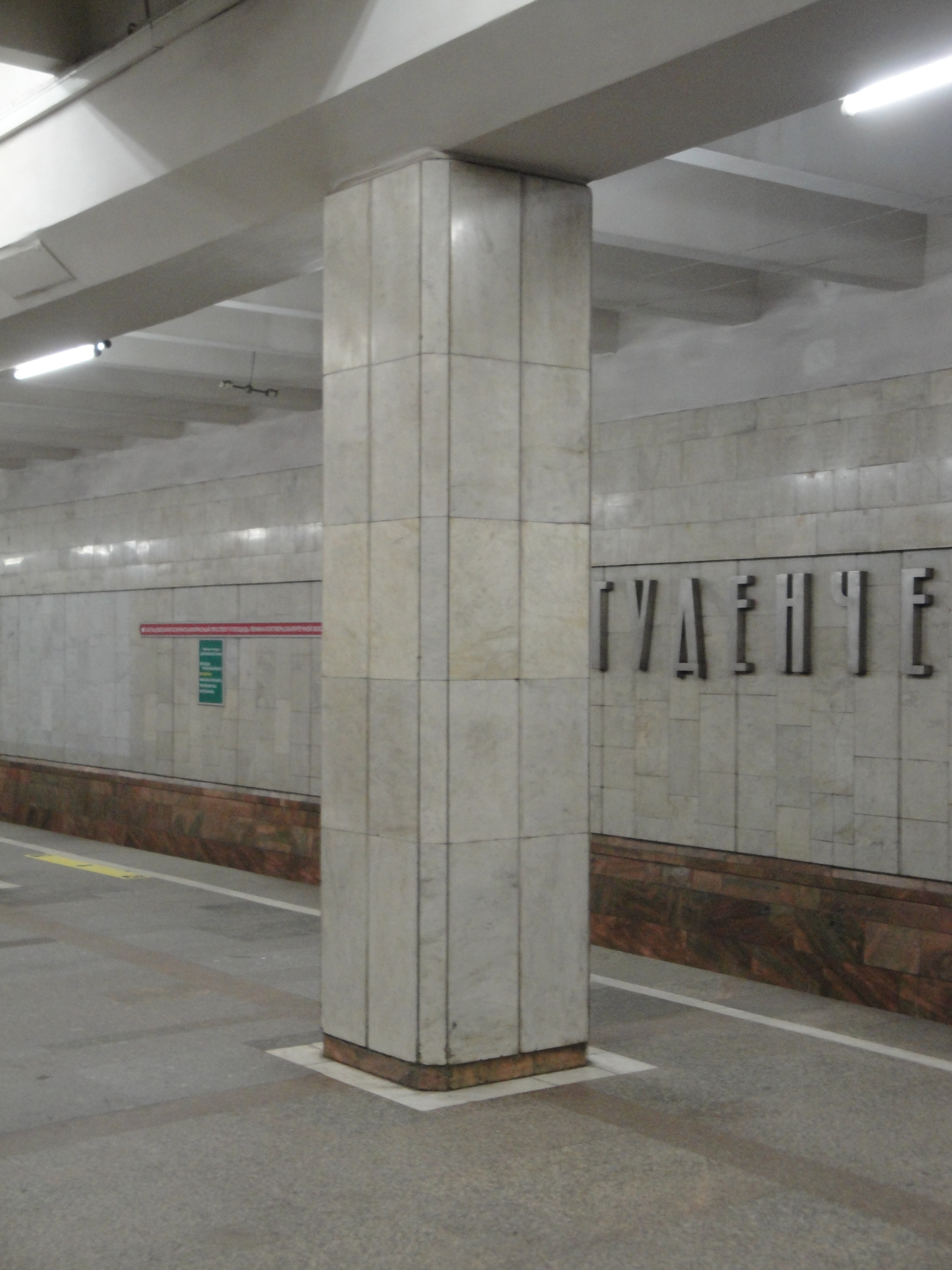
Отделка колонны